# Antonia Rothe-Liermann

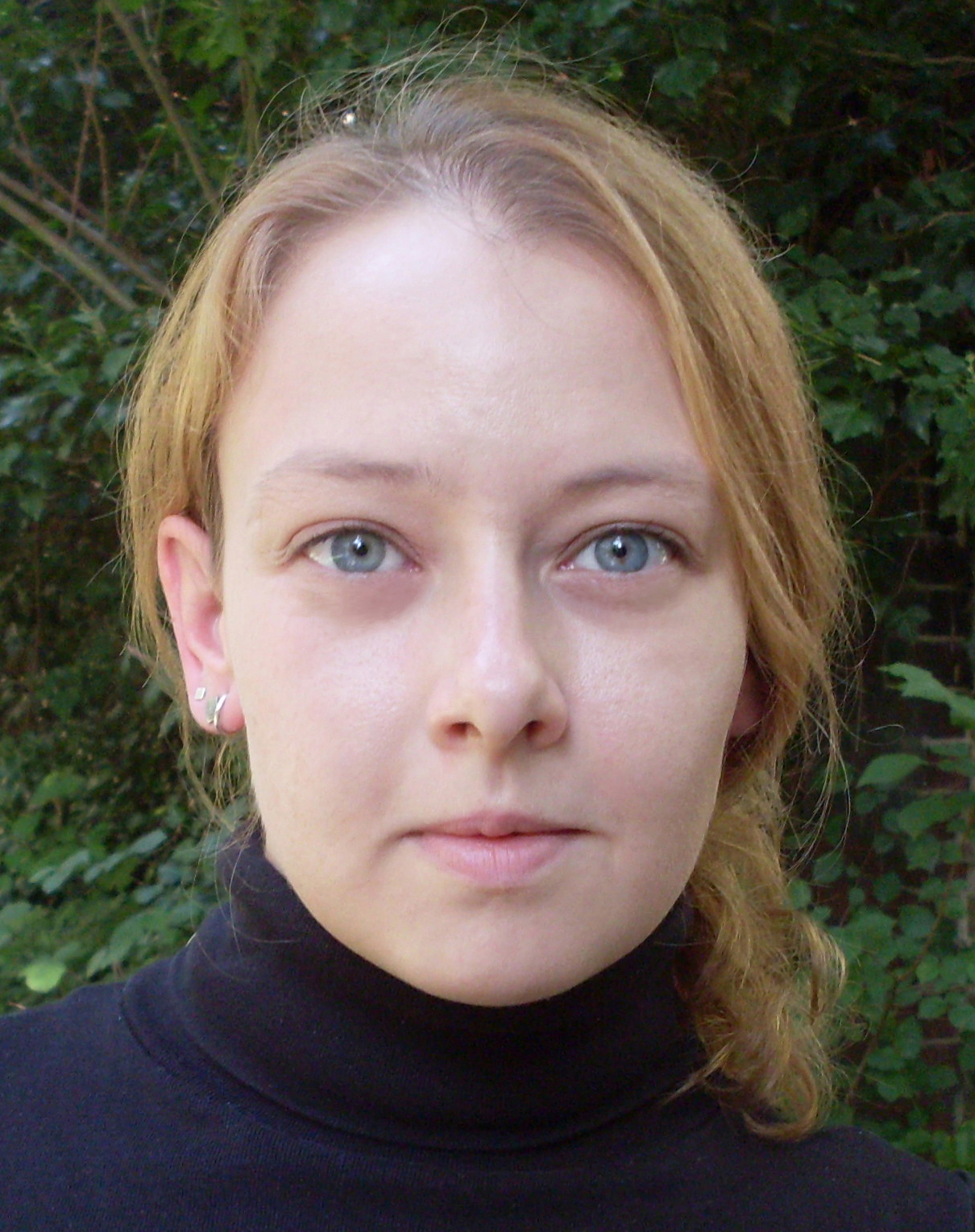
Antonia Rothe-Liermann

Antonia Rothe-Liermann (* 1987 in Halle (Saale)) ist eine deutsche Drehbuch- und Romanautorin.

## Leben
Antonia Rothe-Liermann wurde 1987 in Halle/Saale geboren und ist die Tochter des Kabarettisten und Musikers Detlef Rothe. Sie studierte Film- und Fernsehdramaturgie an der HFF Potsdam Babelsberg und arbeitet seitdem als Autorin für Spielfilme und Serien. Unter anderem zeichnete sie als Headautorin für Staffeln der Serien Sankt Maik, Bonusfamilie und Barbaren verantwortlich. Zu ihren Arbeiten gehören außerdem Jugendromane und Kinderbücher. Sie lebt in Halle und Berlin.

## Werke (Auswahl)

### Drehbücher
- Solange du schliefst, Fernsehfilm, 2010
- Formentera, Kinofilm, 2011
- Ente gut – Mädchen allein zu Haus, Kinofilm, 2015
- Auf der anderen Seite ist das Gras viel grüner, Kinofilm, 2016
- Hanni & Nanni – Mehr als beste Freunde, Kinofilm, 2016
- Wir haben nur gespielt, Kinofilm, 2017
- Liliane Susewind – Ein tierisches Abenteuer, Kinofilm, 2018
- Bonusfamilie, Fernsehserie, 2018
- Zwischen uns die Mauer, Kinofilm, 2019
- Sankt Maik, Serie, 2017–2020
- Barbaren, Fernsehserie, 2021–2022
- Die Gänseprinzessin, Fernsehfilm, 2022
- Die Liebeskümmerer, Film, 2024
- Marzahn Mon Amour, Fernsehserie, 2025
- Das geheime Stockwerk, Film, 2025

### Jugendbücher, -romane und Kinderbücher
- Miss Emergency – Hilfe, ich bin Arzt, Jugendbuch, Planet Girl, Stuttgart 2012, ISBN 978-3-522-65148-6
- Miss Emergency – Diagnose Herzklopfen, Jugendbuch, Planet Girl, Stuttgart 2012, ISBN 978-3-522-65149-3
- Miss Emergency – Liebe auf Rezept, Jugendbuch, Planet Girl, Stuttgart 2012, ISBN 978-3-522-50320-4
- Miss Emergency – Operation Glücksstern, Jugendbuch, Planet Girl, Stuttgart 2013, ISBN 978-3-522-65218-6
- Miss Emergency – Überdosis Schmetterlinge, Jugendbuch, Planet Girl, Stuttgart 2013, ISBN 978-3-522-65231-5
- Heartbeat Berlin – WG mit Aussicht, Jugendroman, Planet Girl, Stuttgart 2014, ISBN 978-3-522-65291-9
- Heartbeat Berlin – Liebe ist laut, Jugendroman, Planet Girl, Stuttgart 2015, ISBN 978-3-522-50473-7
- Mit Liebeluise klappt alles, Kinderbuch, Esslinger Verlag, Stuttgart 2016, ISBN 978-3-480-23312-0

## Auszeichnungen (Auswahl)
- Nominierung für den Deutschen Drehbuchpreis 2015 für Ente gut! Mädchen allein zu Haus[1]
- Publikumspreis auf dem Montreal International Children’s Film Festival 2016 für Ente gut! Mädchen allein zu Haus[1]
- Rights of the Child Feature Film Prize beim Children’s Film Festival Seattle 2017 für Ente gut! Mädchen allein zu Haus[1]
- Kineko Grand Prix International Feature Film beim Children’s Film Festival Tokio 2017 für Ente gut! Mädchen allein zu Haus[2]
- Humanitarian Award auf dem Sedona Film Festival 2020 für Zwischen uns die Mauer[3]
- Bester Film beim DYTIATKO International Children’s Media Festival 2020 für Zwischen uns die Mauer[4]